# كارلوس بينيا
كارلوس بينيا (بالإنجليزية: Carlos Peña) (و. 1978  م) هو لاعب كرة قاعدة، من الولايات المتحدة الأمريكية، ولد في سانتو دومينغو.

## التعليم
تعلم في جامعة رايت ستيت، وجامعة نورث إيسترن.

## جوائز
حصل على جوائز منها:
- جائزة القفاز الذهبي لرولينغز [الإنجليزية]‏.

## روابط خارجية
- كارلوس بينيا على موقع دوري كرة القاعدة الرئيسي (الإنجليزية)
- كارلوس بينيا على موقعبيزبول رفرنس.كوم (الدوري الرئيسي) (الإنجليزية)
- كارلوس بينيا على موقعبيزبول رفرنس.كوم (الدوري الثانوي) (الإنجليزية)
- كارلوس بينيا على موقع إي إس بي إن.كوم (أم.أل.بي) (الإنجليزية)
- كارلوس بينيا على موقع مشجعي الرسوم البيانية (الإنجليزية)